# Telugu Desampartij

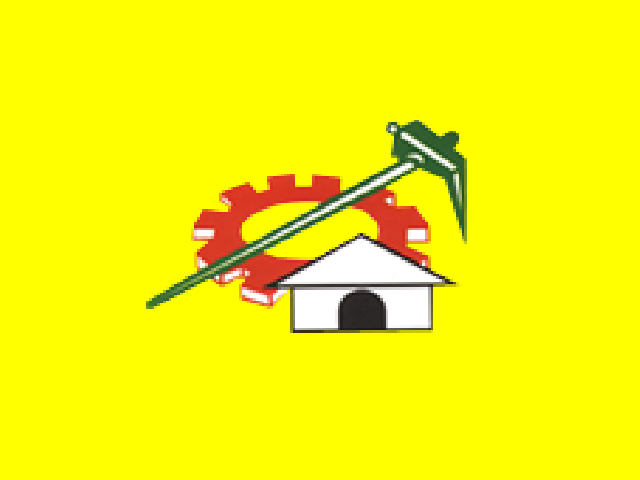
TDP partijvlag

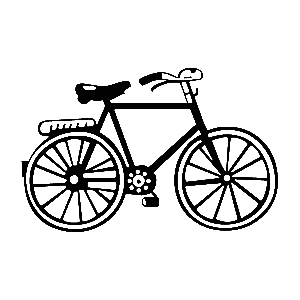
De fiets is het teken van de TDP tijdens verkiezingen

De Telugu Desampartij (TDP) is een regionale politieke partij uit de Indiase staat Andhra Pradesh. 
De partij werd opgericht in 1982 door N.T. Rama Rao. De leider van de partij is N. Chandrababu Naidu. De jongerenorganisatie die is gelieerd aan de partij is Telugu Yuvatha.

## Verkiezingen

### Lok Sabha
Tijdens de nationale algemene verkiezingen voor de Lok Sabha in april en mei 2009 kreeg de Telugu Desampartij 6 van de 543 zetels. De partij was tijdens deze verkiezingen onderdeel van het Derde Front, een alliantie van linkse partijen. Tussen 2004 en 2009 was ze echter onderdeel van de Nationale Democratische Alliantie, een alliantie van hoofdzakelijk rechtse en nationalistische partijen.

### Legislative Assembly
Tussen 1983 en 1989, en tussen 1994 en 2004 was de Telugu Desampartij aan de macht in Andhra Pradesh en leverde de partij de Chief Minister. 
Tijdens de verkiezingen voor de Legislative Assembly van Andhra Pradesh, die in dezelfde periode werden gehouden als de verkiezingen voor de Lok Sabha, won de Telugu Desampartij flink. Ze bleven wel de tweede partij van de staat, achter de Congrespartij, die haar meerderheid behield. De Telugu Desampartij ging van 47 naar 92 zetels (van de 294).